# Сарикамис
Сариками́с (каз. Сарықамыс) — село у складі Екібастузької міської адміністрації Павлодарської області Казахстану. Адміністративний центр Сарикамиського сільського округу.
Населення — 371 особа (2021; 348 у 2009, 461 у 1999, 872 у 1989).
Національний склад станом на 1989 рік:
- казахи — 77 %

Станом на 1989 рік село називалось Суиккудук.